# Église de Püha
L'église Saint-Jacques (estonien : Püha Jakobi kirik) ou église de Püha (estonien : Püha kirik) est une église luthérienne située à Püha dans l'île de Saaremaa en Estonie,.

## Présentation
L'edifice est situé dans le village de Püha du comté de Saare.
L'église est l'un des plus anciens bâtiments de Saaremaa et a été construite comme une église fortifiée.
Outre le chœur baroque, l'élément intérieur le plus précieux de l'église est la chaire construite en 1793, présentant des formes classiques.
À l'extérieur du chœur, on peut voir des murs de dolomite. 
Le mur de l'autel avec ses éléments rococo est maintenant une copie de l'autel de la cathédrale de Riga.
L'église est utilisée par la congrégation Saint-Jacques de l'Église évangélique-luthérienne estonienne.

## Galerie

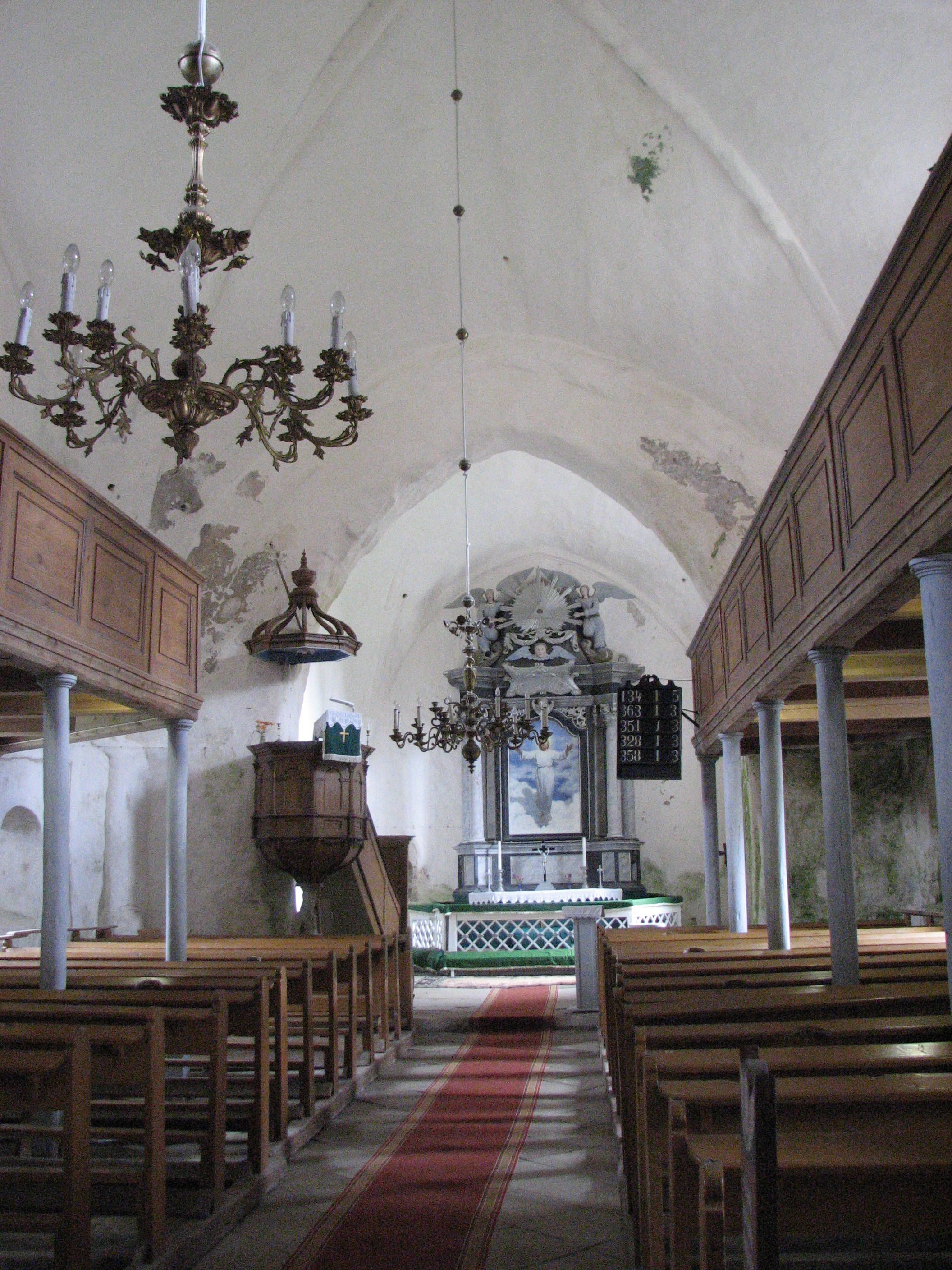
Vue vers l'autel.
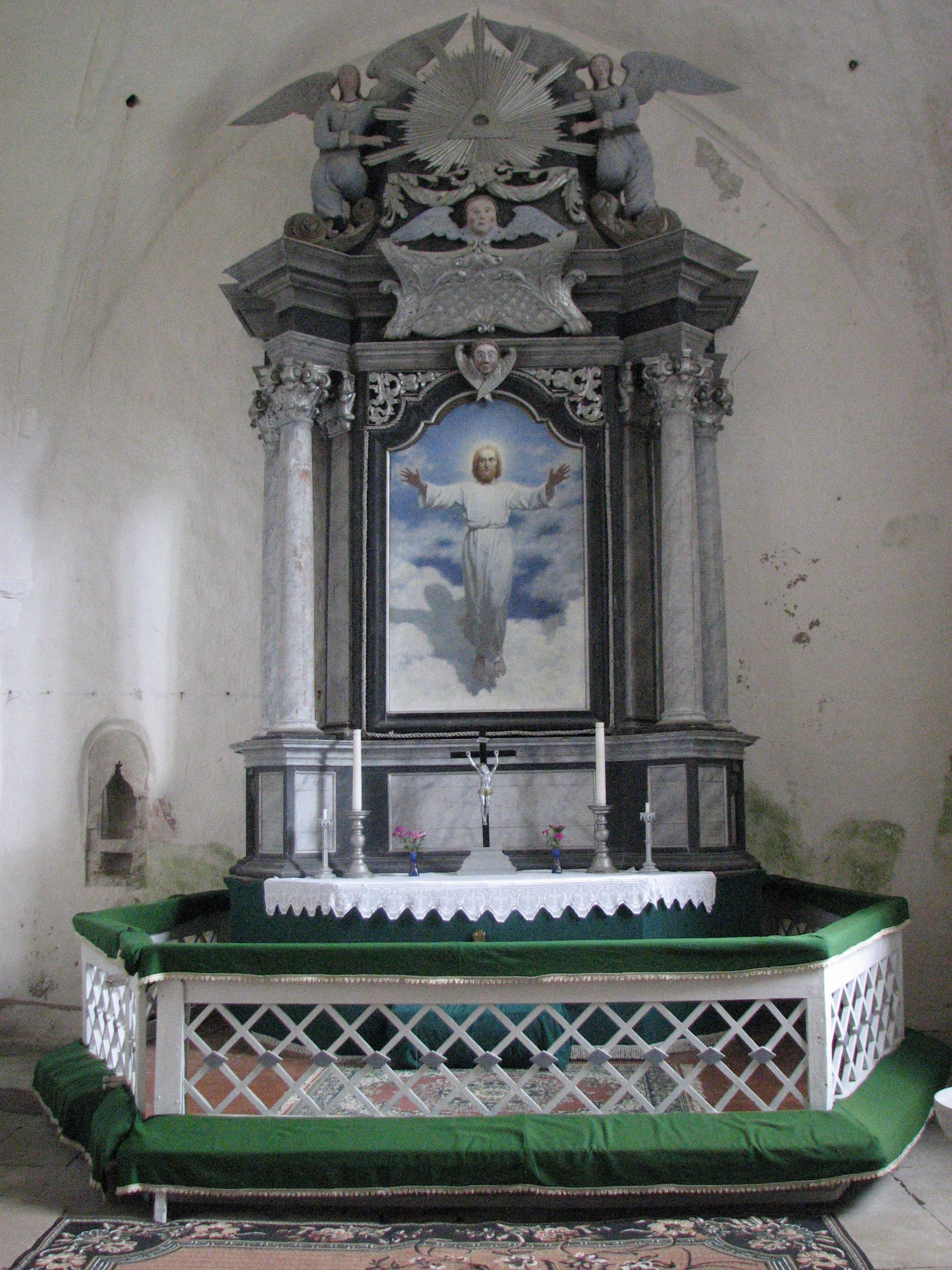
L’autel.
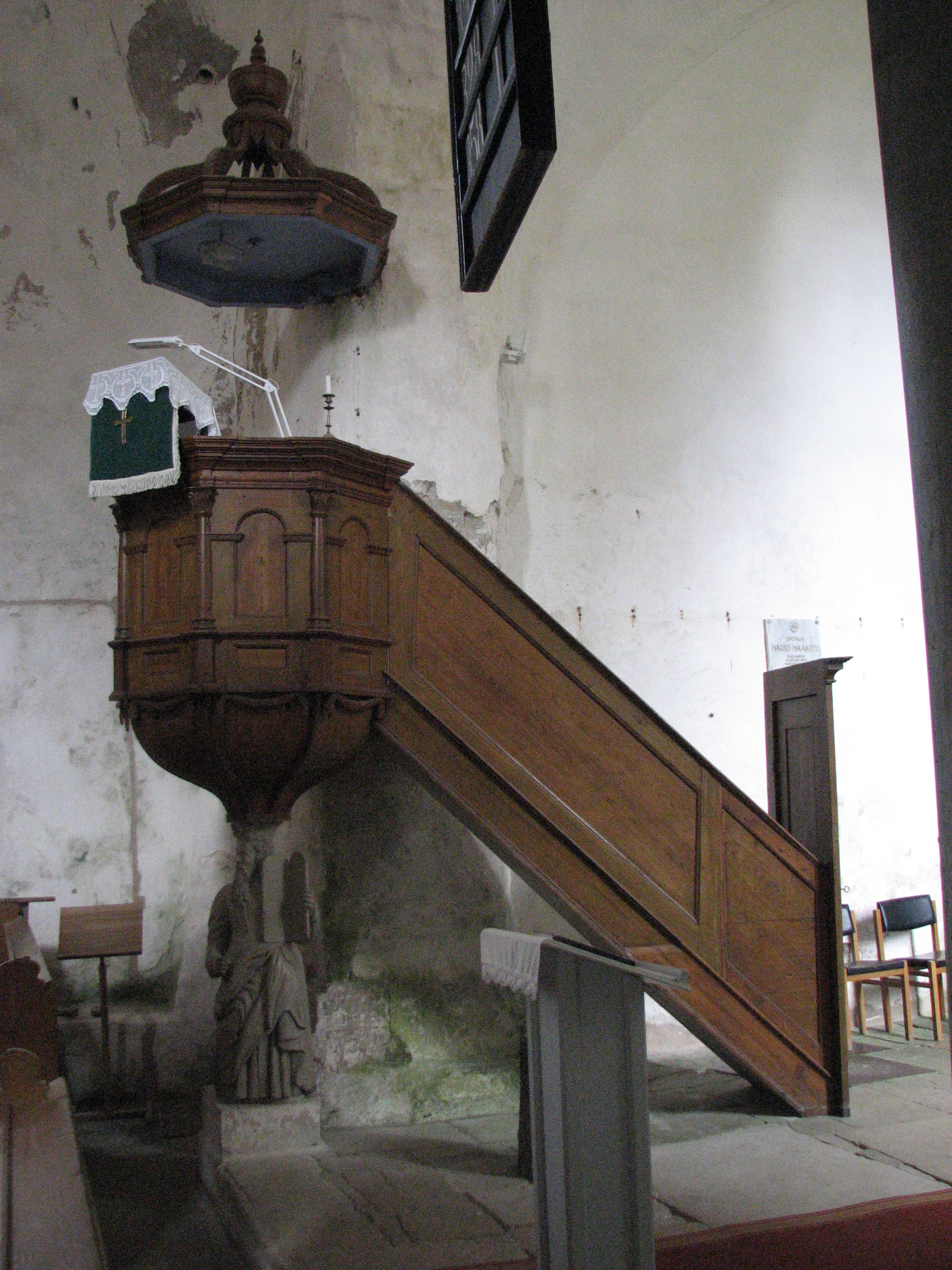
La chaire.

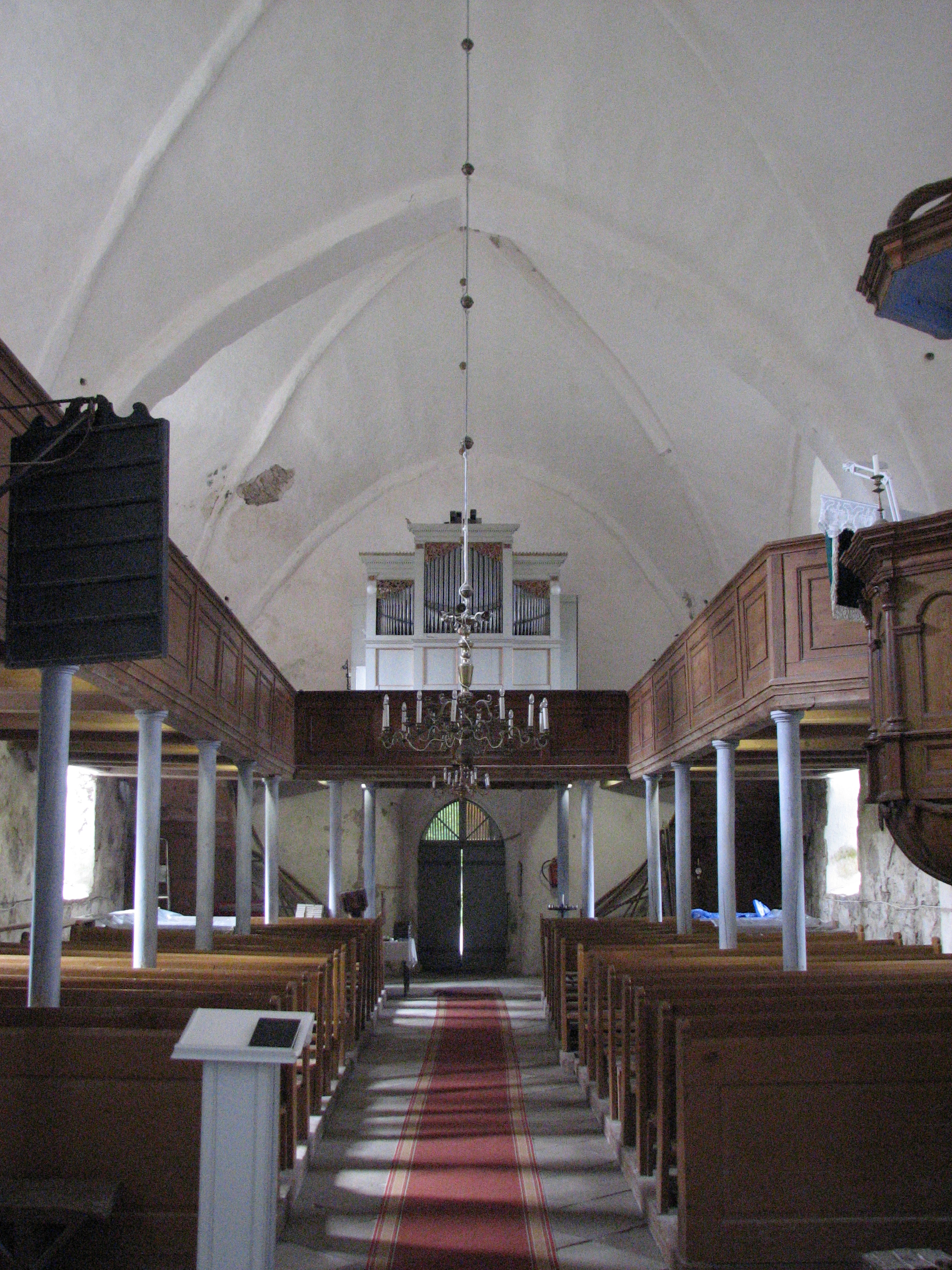
Vue vers le portail.
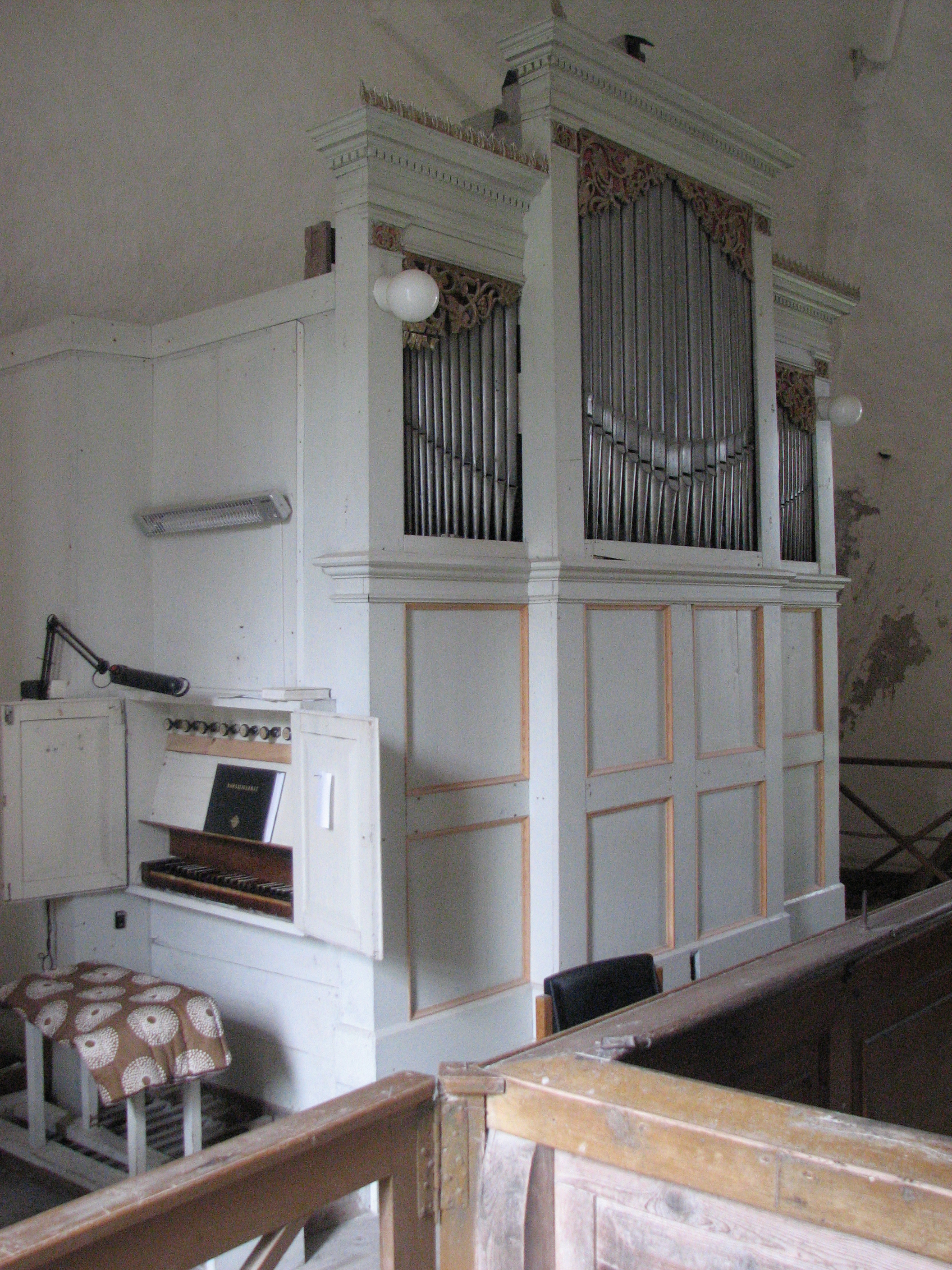
L’orgue.
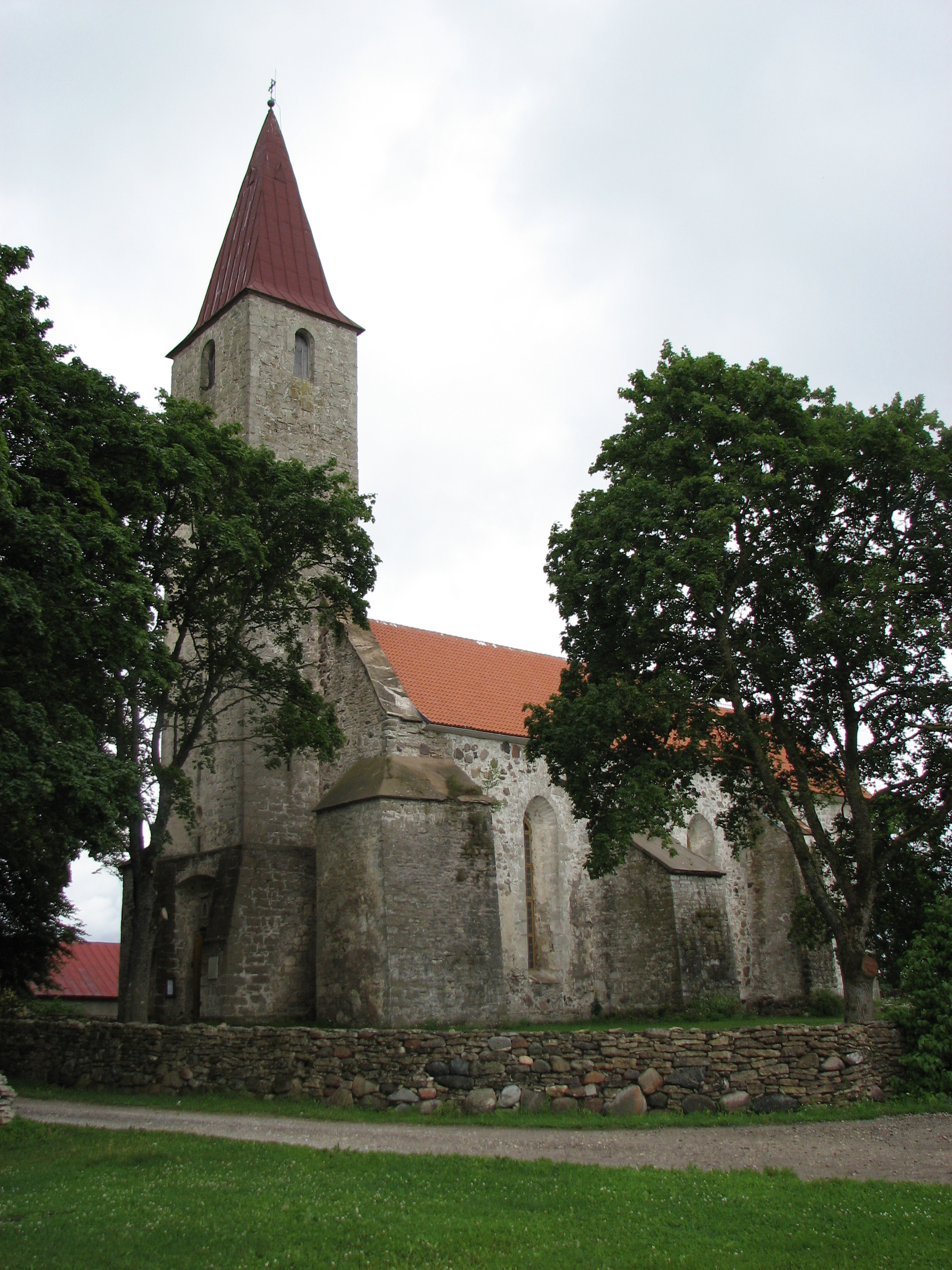